# Platja de Bonome
La Platja de Bonome, també coneguda com a Bonhome, se situa entre Tazones i Villaviciosa, en plena Ria de Villaviciosa, en el concejo de Villaviciosa, Astúries. Està dintre de la coneguda Costa oriental d'Astúries.

## Descripció
Se situa molt propera a la Platja de El Puntal, que va exercir la tasca d'embarcador de petites barques de pesca antigament.
Només és visible durant la baixamar, quedant aïllada per un dic, que juntament amb un altre canalitza l'aigua de la ria. Té poca sorra, però resulta interessant perquè s'hi pot trobar angula i resulta un lloc molt adequat per a l'observació d'aus, les quals crían a l'illa, d'accés prohibit (per ser zona d'implantació d'aus protegides), que queda enmig de la Ria de Villaviciosa.